# Đội tuyển bóng đá bãi biển quốc gia Albania
Đội tuyển bóng đá bãi biển quốc gia Albania đại diện Albania ở các giải thi đấu bóng đá bãi biển quốc tế và được điều hành bởi Hiêp hội bóng đá Albania, cơ quan quản lý bóng đá ở Albania.
Đội tuyển quốc gia Albania có màn ra mắt trong trận giao hữu năm 2012 trước một đội Kosovo không chính thức, vì không được FIFA chấp thuận để tham gia các trận đấu quốc tế chính thức. Một điều hiếm thấy ở bóng đá bãi biển, nhưng thường xuyên hơn ở giao hữu, trận đấu kết thúc với tỉ số hòa. Albania tiếp tục ra mắt năm 2015 tại Đại hội thể thao bãi biển Địa Trung Hải. Đội hình có nhiều cầu thủ cũng thi đấu cho Đội tuyển bóng đá trong nhà quốc gia Albania.

## Đội hình hiện tại
Tính đến tháng 9 năm 2015
Ghi chú: Quốc kỳ chỉ đội tuyển quốc gia được xác định rõ trong điều lệ tư cách FIFA. Các cầu thủ có thể giữ hơn một quốc tịch ngoài FIFA.
| Số | VT | Quốc gia | Cầu thủ                    |
| -- | -- | -------- | -------------------------- |
| 1  | TM | Albania  | Klodian Rrapi              |
| 3  | TĐ | Albania  | Enea Kadiu                 |
| 4  | HV | Albania  | Arjan Bllumbi (đội trưởng) |
| 5  | HV | Albania  | Marvin Turtulli            |
| 6  | TV | Albania  | Rigest Karaj               |
| 7  | TĐ | Albania  | Elion Spahiu               |

| Số | VT | Quốc gia | Cầu thủ        |
| -- | -- | -------- | -------------- |
| 8  | HV | Albania  | Erion Hoxha    |
| 9  | TĐ | Albania  | Endrit Kaca    |
| 10 | HV | Albania  | Olsi Bajollari |
| 11 | TV | Albania  | Admir Mehja    |
| 12 | TM | Albania  | Klajdi Metani  |
| 14 | TĐ | Albania  | Blendi Gockaj  |

Huấn luyện viên: Ergys Kadiu

Đại biểu: Engert Bakalli, Olsi Tabaku

## Thành tích
- Thành tích tốt nhất tại Đại hội thể thao bãi biển Địa Trung Hải: hạng 9
  - 2015

## Thành tích thi đấu

### Đại hội thể thao bãi biển Địa Trung Hải
| Năm        | Kết quả | St | T | T+ | B | BT | BB | HS  |
| ---------- | ------- | -- | - | -- | - | -- | -- | --- |
| Italy 2015 | hạng 9  | 5  | 2 | 1  | 2 | 20 | 30 | –10 |
| Tổng cộng  | 1/1     | 5  | 2 | 1  | 2 | 20 | 30 | –10 |